# Trigger (cheval)
Pour les articles homonymes, voir Trigger.
Trigger, dont le nom signifie « gâchette » en français, était un cheval palomino dressé pour le cinéma, qualifié de « cheval le plus intelligent du cinéma ».

## Histoire

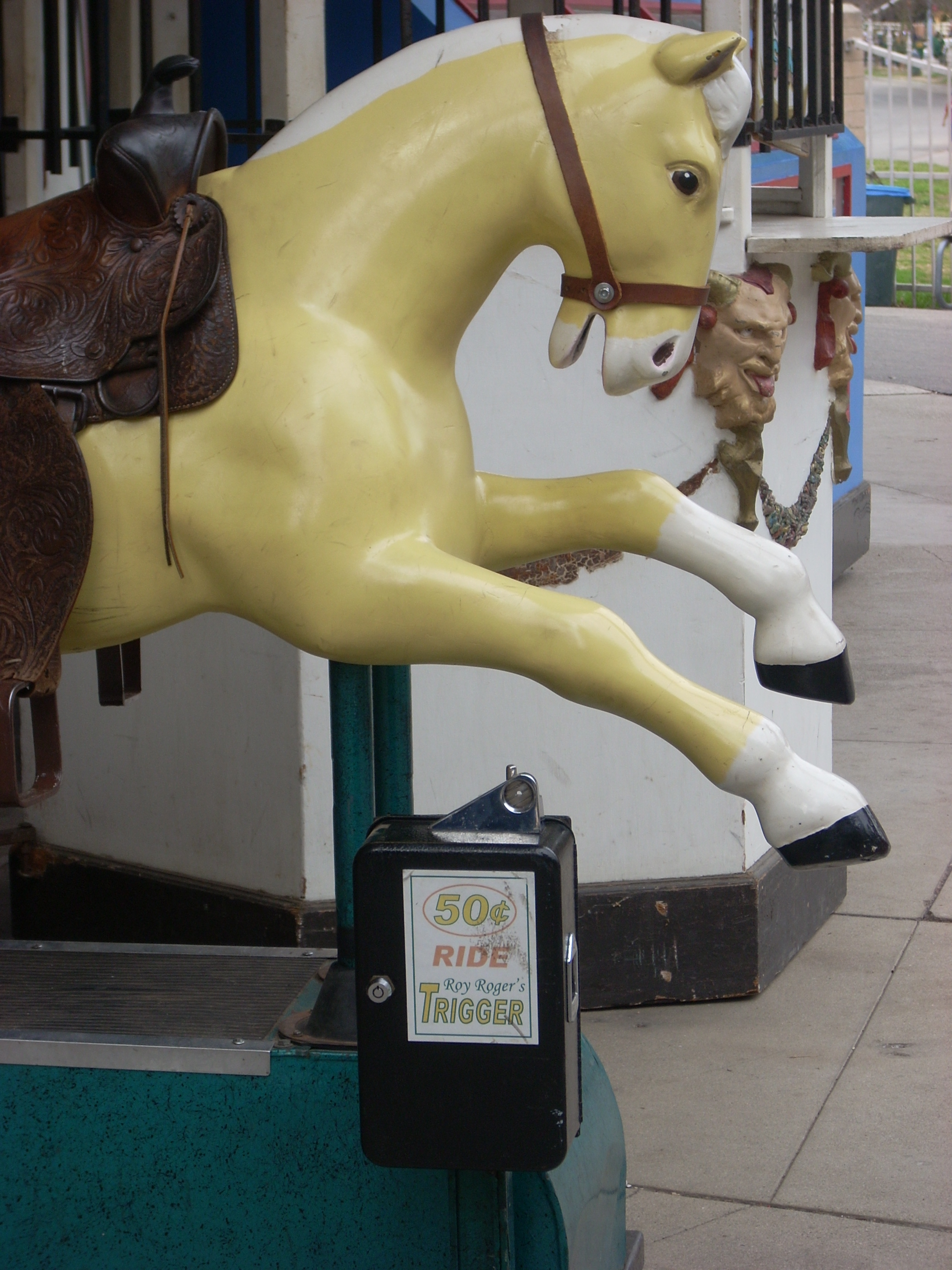
Attraction pour enfants invitant à « monter Trigger ».

Ce cheval naquit en 1932 dans le Montana. Il fut acheté par celui que l'on surnommait le roi des cow-boys, Roy Rogers, en 1938. Il portait alors le nom de Golden Cloud.
Il fit ses débuts dans le film les Aventures de Robin des Bois.
L’acteur rebaptisa Golden Cloud en Trigger. Le cheval devint rapidement aussi populaire que son cavalier et sur le générique des films, son nom apparaît à égale importance avec celui de Roy Rogers.
Il fut la vedette de 91 films dont deux lui sont entièrement consacrés : Mon pote Trigger en 1946 et L'Étalon d'or en 1949. 
Trigger est mort en 1965 à l'âge de 33 ans. Il est empaillé et placé au Roy Rogers Western Museum à Apple Valley (Californie).